# Debian
Debian (/ˈdɛbiən/) és un sistema operatiu per a ordinadors Unix-like que està compost íntegrament per programari lliure i empaquetat per un grup d'individus que participen en el projecte Debian.
El projecte Debian va ser anunciat per primera vegada el 1993 per Ian Murdock, Debian 0.01 va ser llançat el 15 de setembre de 1993, i el primer llançament estable es va fer el 1996.
La branca d'alliberament estable de Debian és l'edició de Debian més popular per a ordinadors personals i servidors en xarxa, i s'ha utilitzat com a base per a moltes altres distribucions.
El treball del projecte es realitza a través d'Internet per un equip de voluntaris guiats per líders del projecte Debian i tres documents fundacionals: el Manifest Debian, la Constitució de Debian i les pautes de programari lliure de Debian. Les noves distribucions s'actualitzen contínuament i el proper candidat s'allibera després d'un temps de congelar.
Es tracta d'un dels primers sistemes operatius basats en el kernel de Linux, i es va decidir que Debian es desenvolupés obertament i es distribuís lliurement en l'esperit del projecte GNU. Aquesta decisió va cridar l'atenció i el suport de la Free Software Foundation, que va patrocinar el projecte durant un any des de novembre de 1994 fins a novembre de 1995. En finalitzar el patrocini, el projecte Debian va formar l'organització sense ànim de lucre Software in the Public Interest.
Tot i que totes les versions de Debian es deriven del Sistema operatiu GNU i utilitza l'usuari de GNU i la biblioteca de GNU C (glibc), altres núclis a part de la Linux també estan disponibles, com els basats en els nuclis BSD i els micro-núclis GNU Hurd.

## El projecte Debian
Ian Murdock va començar el projecte l'any 1993 després d'haver estudiat a la Universitat de Purdue. Va escriure el manifest Debian que va utilitzar com a base per crear la distribució. Dins d'aquest text els punts destacables són: tenir una distribució oberta seguint l'esperit de Linux i GNU.
El nom es basà en la combinació del nom de la seva nòvia en aquell moment, "Debra" i el seu propi nom "Ian", formant la paraula Debian.
El projecte va créixer molt lentament al principi i va llançar les seves primeres versions 0.9x el 1994 i 1995. Els primers ports a altres arquitectures van ser a inicis del 1995, sent la primera versió 1.x de Debian llençada el 1996.
El 1996, Bruce Perens va substituir Ian Murdock com a líder del projecte. En el suggeriment del desenvolupador Ean Schuessler, va dirigir el procés d'actualització del contracte social de Debian i de les pautes del programari de Debian lliurement, definint els punts fonamentals per al desenvolupament de la distribució. També va iniciar la creació de la llicència de programari legal de l'organització.
Bruce Perens es va retirar el 1998, abans del llançament del primer glibc-based Debian, 2.0. El projecte va procedir a escollir nous líders i a fer dues revisions de la versió 2.x, cada una incloent suport a més arquitectures i a més paquets. També es va llençar durant aquest període la primera portabilitat a un nucli no Linux, Debian GNU/Hurd. Les primeres distribucions GNU/Linux basades en Debian: Corel Linux, i la Stormix's Linux de Stormix es van començar el 1999. Tot i que no es van mantenir durant gaire temps, van ser les primeres distribucions basades en Debian.
A finals del 2000 el projecte va realitzar el primer gran canvi de l'estructura de fitxers i de l'organització de versions, reorganitzant els processos de llançament de paquets de programari amb el nou "package tools" creant una branca de proves, relativament estable pel llançament de la següent. El 2001, els desenvolupadors van començar a fer una conferència anual anomenada Debconf amb negociacions i tallers per desenvolupadors i els usuaris tècnics.

## Característiques
- La disponibilitat en diverses plataformes de maquinari. La versió 5.0 és compatible amb 12 arquitectures.
- Una ampla col·lecció de programari disponible. La versió 5.0 ve amb uns 23.000 paquets de programari.
- Un grup d'eines per facilitar el procés d'instal·lació i actualització.
- El seu compromís amb els principis i els valors del programari lliure.
- No té marcat cap entorn gràfic en especial.

### Líders del projecte
El Líder del Projecte Debian (LPD) és una persona pública del projecte que defineix l'actual direcció del projecte.
El projecte ha tingut els següents líders:
- Ian Murdock (Agost 1993 – Març 1996), fundador del projecte Debian
- Bruce Perens (Abril 1996 – Desembre 1997)
- Ian Jackson (Gener 1998 – Desembre 1998)
- Wichert Akkerman (Gener 1999 – Març 2001)
- Ben Collins (Abril 2001 – Abril 2002)
- Bdale Garbee (Abril 2002 – April 2003)
- Martin Michlmayr (Març 2003 – Març 2005)
- Branden Robinson (Abril 2005 – Abril 2006)
- Anthony Towns (Abril 2006 – Abril 2007)
- Sam Hocevar (Abril 2007 – Abril 2008)
- Steve McIntyre (Abril 2008 – Abril 2010)
- Stefano Zacchiroli (Abril 2010 – abril 2013)
- Lucas Nussbaum (abril 2013 – abril 2015)[6]
- Neil McGovern (abril 2015 - abril 2016)[7]
- Mehdi Dogguy (abril 2016 – abril 2017)[8]
- Chris Lamb (abril 2017 – present)[9]

### Mànagers dels llançaments
- Brian C. White (1997–1999)
- Richard Braakman (1999–2000)
- Anthony Towns (2000–2004)
- Steve Langasek, Andreas Barth i Colin Watson (2004–2007)
- Andreas Barth i Luk Claes (2007–2008)
- Luk Claes i Marc Brockschmidt (2008–2009)
- Luk Claes i Adeodato Simó (2009–2010)
- Adam D. Barratt i Neil McGovern (2010–2013)[10]
- Adam D. Barratt i Niels Thykier (2013–present)[11]

Noteu que aquesta llista inclou els mànagers de llançaments actius, però no inclou els assistents de llançaments (introduïts l'any 2003) ni els «mags dels llançaments».

## Versions
Els noms de les versions de Debian es prenen de la pel·lícula Toy Story.
| Versió                                                                         | Nom en clau    | Arquitectures | Paquets  | Data de llançament     | Fi suport            | Notes                                                                   |
| ------------------------------------------------------------------------------ | -------------- | ------------- | -------- | ---------------------- | -------------------- | ----------------------------------------------------------------------- |
| 1.1                                                                            | Buzz           | 1             | 474      | 17 de juny de 1996     |                      |                                                                         |
| 1.2                                                                            | Rex            | 1             | 848      | 12 de desembre de 1996 |                      |                                                                         |
| 1.3                                                                            | Bo             | 1             | 974      | 2 de juny de 1997      |                      |                                                                         |
| 2.0                                                                            | Hamm           | 2             | ~ 1.500  | 24 de juliol de 1998   |                      |                                                                         |
| 2.1                                                                            | Slink          | 4             | ~ 2.250  | 9 de març de 1999      | 30 d'octubre 2000    |                                                                         |
| 2.2                                                                            | Potato         | 6             | ~ 3.900  | 15 d'agost de 2000     | 30 de juny de 2003   |                                                                         |
| 3.0                                                                            | Woody          | 11            | ~ 8.500  | 19 de juliol de 2002   | 30 de juny de 2006   |                                                                         |
| 3.1                                                                            | Sarge          | 11            | ~ 15.400 | 6 de juny de 2005      | 31 de març de 2008   |                                                                         |
| 4.0                                                                            | Etch           | 11            | ~ 18.000 | 8 d'abril de 2007      | 15 de febrer de 2010 |                                                                         |
| 5.0                                                                            | Lenny          | 12            | ~ 23.000 | 14 de febrer de 2009   | abril de 2012        |                                                                         |
| 6.0                                                                            | Squeeze        | 9+2           | ~ 29.000 | 6 de febrer de 2011    | maig de 2014         |                                                                         |
| 7                                                                              | Wheezy         | 11+2          | ~ 36.000 | 4 de maig de 2013      | 25 d'abril de 2016   |                                                                         |
| 8                                                                              | Jessie         | 10            | ~43.000  | 25 d'abril de 2015     | maig de 2018         |                                                                         |
| 9                                                                              | Stretch        | 10            | ~52.000  | 17 de juny de 2017     | 2020                 |                                                                         |
| 10                                                                             | Buster         | 10            | ~59.000  | 6 de juliol de 2019    | 2024                 |                                                                         |
| 11                                                                             | Bullseye       | TBA           | TBA      | 14 d'agost de 2021     | TBA                  | El 26 de març de 2022, fou llançada la darrera versió menor Debian 11.3 |
| 12                                                                             | Bookworm       | TBA           | TBA      | TBA                    | TBA                  |                                                                         |
| --                                                                             | Sid / Unstable |               |          |                        |                      | Versió en desenvolupament, no es publicarà mai                          |
| Llegenda:Versió antigaVersió antiga, amb suportDarrera versióProper llançament |                |               |          |                        |                      |                                                                         |

### Versions en desenvolupament
Els paquets de programari sota desenvolupament són pujats a unes branques anomenades unstable (anomenada Sid) i experimental. Normalment, els paquets de programari són pujats a la branca inestable per les versions estables que ha llençat el desenvolupador de l'aplicació, però l'empaquetatge i altres modificacions específiques de Debian ho fan els desenvolupadors de Debian. El programari que és inestable i que encara no està llest per pujar a la branca inestable es manté a l'experimental.

## Distribucions GNU/Linux basades en Debian
- antix
- Biglinux
- CaFeina Linux
- Catux-USB
- Damn Small Linux[28]
- Deepin. Distribució vistosa, que requereix força recursos per part del maquinari.[29][30]
- Devuan. Fork que va néixer amb el propòsit de mantenir un Debian lliure de Systemd.[31]
- Elive
- GLUZ
- GnuLinEx
- Guadalinex
- Kali Linux. Ve amb moltes eines per a furoners, seguretat i eines de pentest.[30]
- Knoppix
- Kubuntu
- LinEspa
- Linspire
- Lliurex
- LMDE. Una versió de Linux Mint basada directament en Debian, sense base en Ubuntu.[30]
- LUC3M
- MEPIS
- Molinux
- Musix GNU+Linux
- MX Linux. De propòsit general i recomanada per al nou usuari de Linux.[30][32]
- Nitrux. Aporta un escriptori KDE Plasma personalitzat.[30]
- Peppermint OS. Distribució lleugera amb característiques peculiars.[30]
- Progeny Debian
- Rxart
- SkoleLinux
- Slax. Distribució portable, que no requereix instal·lació.[30]
- SparkyLinux
- SpiralLinux[33]
- Titan Linux[34]
- Tuquito
- Ubuntu
- UserLinux
- Xandros
- X-evian